# Алкамен

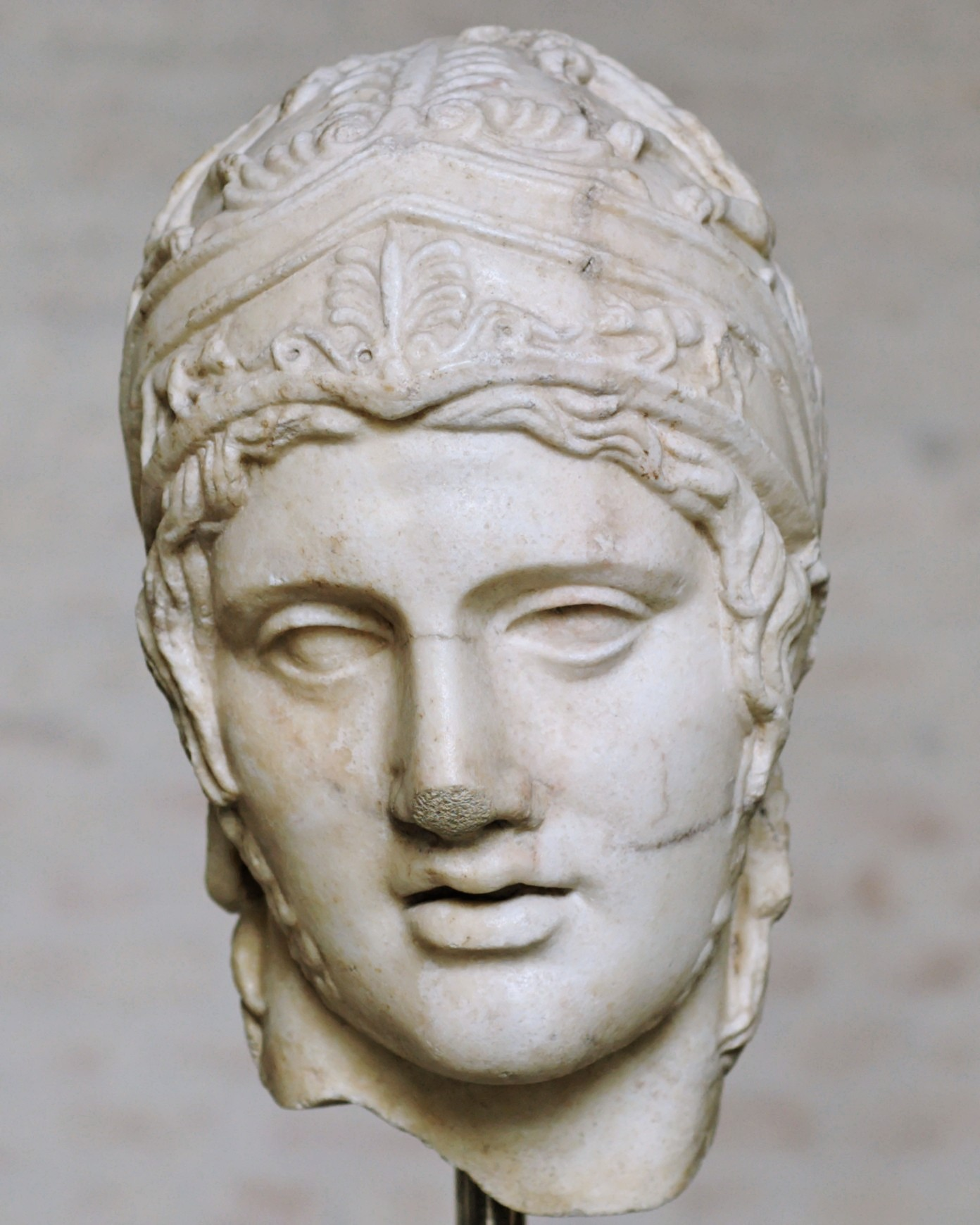
Мармурова копія Статуї Ареса Алкамена із храму Ареса в Афінах, Гліптотека, Мюнхен

Алкамен із Лемноса (грец. ᾽Αλκαμένης, 5 століття до н. е.) — давньогрецький скульптор доби класики.
Працював переважно на острові Лемнос, в Афінах. Учень і конкурент Фідія, до стилю якого наближався у ряді своїх творів (скульптурна група Діонісій Афіни з Гефестом). Твори Алкамена відзначаються особливою м'якістю і ліричністю образів. Такою була його уславлена статуя «Афродіта в садах» (копія в Луврі). Автор робіт на релігійну тематику в різних матеріалах і техніках. виконав скульптури східного фронтону храму Зевса в Олімпії (456 до н. е.). Прокна з Ітісом є, імовірно, єдиною його роботою, збереженою в оригіналі.